# Курчино (Калужская область)
Курчино — деревня в Боровском районе Калужской области России. Входит в состав сельского поселения «Деревня Асеньевское».

## История
В 1782 году Курчино являлось вотчиной коллежского асессора Петра Петровича Львова, которому также принадлежало село Арпачёво, дер. Вишенье и Челядино в Тверской губернии. Из ревизских  сказок 1782 г. известно о переводе крепостных крестьян из Курчино в Арпачево, и наоборот.
В 1815 году дер. Курчино принадлежит помещику Федору Петровичу Львову, действительному статскому советнику и кавалеру. (Федор Львов - двоюродный брат архитектора Николая Александровича Львова). Из ревизских сказок 1816 г. известно, что несколько дворовых людей помещика Ф. П. Львова переведены из села Арпачёва Тверской губернии в дер. Курчино Боровского уезда Калужской губернии.

## География
Деревня находится в северо-восточной части Калужской области, в зоне хвойно-широколиственных лесов, в пределах Протвинской низины, на берегах реки Бобровки, при автодороге 29Н-056, на расстоянии примерно 11 километров (по прямой) к юго-западу от города Боровска, административного центра района. Абсолютная высота — 163 метра над уровнем моря.

### Климат
Климат характеризуется как умеренно континентальный, с тёплым летом и умеренно холодной снежной зимой. Среднегодовая многолетняя температура воздуха составляет 4 — 4,6 °С. Средняя температура воздуха самого тёплого месяца (июля) — 18 °C (абсолютный максимум — 38 °C); самого холодного (января) — −11 — −9 °C (абсолютный минимум — −46 °C). Безморозный период длится в среднем 149 дней. Среднегодовое количество атмосферных осадков составляет 654 мм, из которых 441 мм выпадает в тёплый период. Снежный покров держится в течение 130—145 дней.

### Часовой пояс
Деревня Курчино, как и вся Калужская область, находится в часовой зоне МСК (московское время). Смещение применяемого времени относительно UTC составляет +3:00.

## Население
| 2002 | 2010 |
| ---- | ---- |
| 48   | ↘35  |

### Половой состав
По данным Всероссийской переписи населения 2010 года в гендерной структуре населения мужчины составляли 48,6 %, женщины — соответственно 51,4 %.

### Национальный состав
Согласно результатам переписи 2002 года, в национальной структуре населения русские составляли 100 %.